# Apostasía en el islam
La apostasía en el Islam o ridda (en árabe: ارتداد, irtidād o ridda‎) es comúnmente definida como el rechazo de palabra u obra de la antigua religión (apostasía) por parte de una persona que anteriormente profesaba el Islam. El propio Corán no prescribe castigo terrenal alguno para la apostasía; las autoridades islámicas difieren en cuanto al castigo, que va desde la pena de muerte (sobre la base de una interpretación de ciertas hadiz) a la ausencia de castigo en tanto «no trabajen contra la sociedad o nación musulmana». Un apóstata recibe el nombre de murtad (en árabe: مرتد, murtad‎).
La mayoría de autoridades musulmanes mantienen la idea tradicional de que la apostasía es castigable con la muerte o encarcelamiento hasta el arrepentimiento, por lo menos, para el caso de hombres adultos en su sano juicio. Varios islamistas contemporáneos, incluyendo influyentes reformistas, han rechazado esta posición y, en cambio, han argumentado en favor de la libertad de credo. Según la ley islámica, la apostasía es identificada por una lista de acciones, tales como la conversión a otra religión, la negación de la existencia de Dios, el rechazo de los profetas, burlarse de Dios o de los profetas, la adoración de ídolos, el rechazo de la sharia o permitirse un comportamiento que sea prohibido por la sharia, como el adulterio.

## Castigo por apostasía

### Ejecución

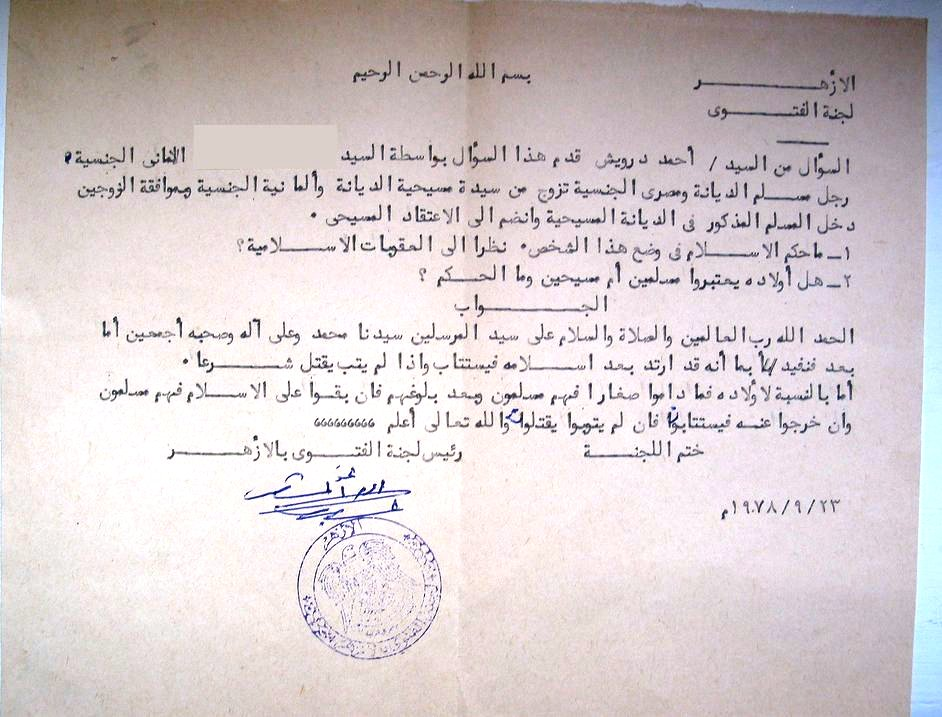
Opinión legal de 1978 sobre la apostasía por el comité de fatwas en la Universidad de al-Azhar de El Cairo, la mayor institución islámica en el mundo, relativa al caso de un hombre que se convirtió al cristianismo: «Dado que abandonó el Islam, será invitado a expresar su arrepentimiento. Si no se arrepiente, deberá ser muerto según la Sharia.» La fatwa también menciona que lo mismo se aplica a sus hijos después de que lleguen a la madurez.

En el derecho islámico medieval (sharia), el consenso era que un apóstata masculino debe ser ejecutado a menos que sufra de una enfermedad mental o que se haya convertido por la fuerza, por ejemplo, debido a un peligro inminente de ser asesinado. Una apóstata femenina debía ser o bien ejecutada, de acuerdo a las escuelas Shafi'i, malikí y hanbalí de la jurisprudencia islámica suní (fiqh), o bien ser encarcelada hasta que retorne al islam, como lo propone la escuela hanafí suní y el chiismo. Una minoría de juristas islámicos medievales, en particular, el jurista hanafí Sarakhsi (f. 1090), El jurista malikí Ibn al-Walid al-Baji (f. 494) y el jurista hanbalí Ibn Taymiyyah (1263–1328) sostenían que la apostasía no conlleva ningún castigo legal tipo Hadd sino que debía castigarse bajo la categoría de Ta'zir.
Juristas islámicos contemporáneos de la escuela Shafi'i, tales como el Gran mufti Ali Gomaa, Juristas chiitas como el Gran ayatolá Husein Alí Montazerí y algunos juristas, académicos y escritores de otras escuelas islámicas han declarado o emitido fatwas en las cuales el cambio de religión no es punible o solo es punible bajo ciertas circunstancias, pero estas opiniones minoritarias no han encontrado amplia aceptación entre la mayor parte de los académicos islámicos.

### Opinión de Mahmud Shaltut
Mahmud Shaltut, el último Gran Imán de la Universidad de al-Azhar, sostuvo que un castigo terrenal por apostasía no es mencionado en el Corán y cada vez que menciona la apostasía se refiere a un castigo en el más allá. Así se expresa en trece de los catorce versículos que hablan de la apostasía en el Corán. Sólo en uno de ellos (concretamente el número 74 de la sura 9, titulada El arrepentimiento) se habla de "un castigo doloroso en la vida de acá y en la otra". La alusión a la "vida de acá", a veces traducida también por "este mundo", en referencia al mundo terrenal, parece, según muchos expertos en teología islámica, demasiado vaga como para pensar en un castigo tan severo como la pena de muerte. El jesuita egipcio y experto en islam Samir Khalil Samir asegura que "muchos musulmanes liberales  subrayan que Mahoma no pidió nunca que se matara al apóstata, e incluso intervino en dos casos para impedir que los suyos lo hicieran".

### Aplicación de la ley en el mundo musulmán

Rojo: pena de muerte
Marrón: cárcel o pérdida de la custodia de los niños
Naranja: la conversión es ilegal

La mayoría de países del Medio Oriente y África del Norte mantiene un sistema dual de cortes seculares y religiosas, en donde las cortes religiosas regulan principalmente el matrimonio y la herencia. Arabia Saudita e Irán conservan cortes religiosas para todos los aspectos de jurisprudencia y la policía religiosa vigila que se aplique la ley. La Sharia también es usada en Sudán, Libia, Afganistán y Somalía. Algunos estados en el norte de Nigeria han reintroducido cortes donde se aplica la Sharia; en la práctica, estas nuevas cortes han significado a menudo la reintrodución de castigos relativamente duros sin respetar las normas más estrictas en cuanto a evidencia y testimonios empleados en las cortes regulares. Las penas incluyen la amputación de una o ambas manos por robo, lapidación por adulterio y ejecución por apostasía. En 1980, Pakistán, bajo el gobierno del presidente Muhammad Zia-ul-Haq, fue creada la Corte Federal Shariat, la cual tiene jurisdicción para examinar cualquier ley existente para asegurar que no sea impropio para el islam y, en sus primeros actos, aprobó ordenanzas que explícitamente dirigidas a las minorías religiosas: una ley contra la blasfemia; una ley que penaba la profanación del Corán; una prohibición contra insultar a las esposas, familia o compañeros del Profeta del Islam; y dos leyes que restringían específicamente las actividades de la comunidad Ahmadía, cuyos miembros fueron declarados no musulmanes.

### Oposición a la ejecución
En un libro sobre el tema, Abdullah Saeed y Hassan Saeed sostienen que el derecho islámico que pide por la pena de muerte para la apostasía está en conflicto con una variedad de fundamentos del Islam. Afirman que el desarrollo temprano de la ley de apostasía fue esencialmente una herramienta político-religiosa y que hubo una gran diversidad de opinión entre los primeros musulmanes sobre el castigo.
Académicos musulmanes medievales (como Sufyan al-Thawri) y modernos (como Hasan al-Turabi) también han afirmado que el hadiz usado para justificar la ejecución de apóstatas se debe aplicar solo a la traición política de la comunidad musulmana, antes que a la apostasía en general. Estos académicos argumentan a favor de la libertad para convertirse al y del Islam sin penalidades legales.
Otros prominentes académicos islámicos, como el Gran mufti de El Cairo jeque Ali Gomaa, han declarado que si bien Dios castigara a los apóstatas en la otra vida, estos no deben ser ejecutados por seres humanos. Posteriormente, Ali Gomaa clarificó que abandonar el islam sin castigo no fue lo que quiso decir; sino que «Lo que realmente dije es que el Islam prohíbe que un musulmán cambie su religión y que la apostasía es un crimen, que debe ser castigado».
Javed Ahmad Ghamidi, un académico islámico, escribe que el castigo por la apostasía fue parte del castigo divino solo para aquellos que negaban la verdad, aun después de la clarificación en su forma última por Mahoma (véase, Itmam al-hujjah); por lo tanto, considera un mandato limitado en el tiempo y ya no punible.